# 大久保喬樹
大久保 喬樹（おおくぼ たかき、1946年9月12日 - 2020年11月12日）は、日本の比較文学者。東京女子大学名誉教授。

## 来歴
茨城県古河市生まれ、横浜市育ち。1965年東京教育大学附属駒場高等学校卒業、1969年東京大学教養学部教養学科フランス科卒業。同年、『美術手帖』の創刊20周年記念懸賞評論に「ジャクソン・ポロック」で当選。1970年、東京大学大学院人文科学研究科比較文学・比較文化修士課程進学。高階秀爾、遠山一行、江藤淳らが主宰した『季刊藝術』『音楽藝術』や『美術手帖』『文藝』『海』などに次々と音楽・美術評論を書き、早熟新進の評論家として注目を集める。1971年10月、パリ第3大学比較文学科修士課程および高等師範学校 (フランス)（エコール・ノルマル・シュペリウール）に留学。在仏中、『季刊藝術』編集長の古山高麗雄に「留学記を書かせてくれ」と申し出でて、翌年始めから「問うことと見出すこと」の題で連載を始める。また『新潮』1972年6月号には「パリで川端康成の死を聞く」を掲載した。同連載は『パリの静かな時』として刊行され、江藤淳の賞賛を受けた。
1972年10月、比較文学修士の学位を取得（パリ第三大学）。1974年6月、パリ第三大学比較文学博士課程中途退学、東京大学大学院人文科学研究家修士課程中途退学。1974年東京工業大学助手、1979年東京女子大学文理学部専任講師、1981年同助教授、1991年同教授。2015年同大学特任教授、2017年同大学名誉教授。
文芸評論は次第に執筆しなくなったが、1989年に『岡倉天心』で第1回和辻哲郎文化賞を受賞した。
2020年11月12日、死去。74歳没。

## 人物
1976年12月、ヴァイオリニストの塩川悠子と結婚したが、のちに離婚した。

## 所属学会
- 日本比較文学会
- 日本近代文学会
- 日本フランス文学会

## 著書
- 『パリの静かな時』北洋社 1974
- 『クリュニーの天使--美の幻』小沢書店 1975
- 『楽興の時--ヨーロッパの手帖から』音楽之友社 1977
- 『遠い声 遠い響』白水社 1978
- 『夢と成熟--文学的西欧像の変貌』講談社 1979
- 『岡倉天心--驚異的な光に満ちた空虚』小沢書店 1987
- 『近代日本文学の源流　叢刊・日本の文学』新典社 1991
- 『旅する時間--カナダ・ヨーロッパ・アメリカ文明と自然の遠近法』小沢書店 1993
- 『森羅変容 近代日本文学と自然』小沢書店 1996
- 『風流のヒント』小学館ライブラリー 2001
- 『見出された「日本」－ロチからレヴィ=ストロースまで』平凡社選書 2001
- 『日本文化論の系譜－「武士道」から「『甘え』の構造」まで』中公新書 2003
- 『川端康成－美しい日本の私』 ミネルヴァ書房〈日本評伝選〉 2004
- 『日本文化論の名著入門』角川選書 2008
- 『洋行の時代－岩倉使節団から横光利一まで』中公新書 2008
- 『岡倉天心と思想』日本の伝記 知のパイオニア：玉川大学出版部 2021。児童出版
- 『ひきだしの奥から』ふらんす堂 2021。遺著

### 編著
- 岡倉天心 『新訳 茶の本』 角川ソフィア文庫 ビギナーズ日本の思想 2005
- 九鬼周造 『「いき」の構造』 角川ソフィア文庫 ビギナーズ日本の思想 2011
- 『岡倉天心「茶の本」 小さきものこそ偉大である』NHK出版編。NHK「100分de名著」、2015年1月放送テキスト。新版2016年10月
- 『坂口安吾「堕落論」 堕ちよ、生きよ』NHK出版編。NHK「100分de名著」、2016年7月放送テキスト
- 新渡戸稲造 『新訳 武士道』 角川ソフィア文庫 ビギナーズ日本の思想 2015
- 久米邦武『現代語縮訳 特命全権大使 米欧回覧実記』角川ソフィア文庫 2018。岩倉使節団の公式報告書

### 翻訳
- シモン・ラックス、ルネ・クーディー『アウシュヴィッツの奇蹟--死の国の音楽隊』音楽之友社 1974、新版1994
  - 改題『アウシュヴィッツの音楽隊』音楽之友社 2009
- アドルフ・ボショ『モーツァルトの光』白水社 1976